# Baby I Love U!
Baby I Love U! (indicato spesso come Baby I ♥ U!) è il quarto ed ultimo singolo di Jennifer Lopez estratto dal suo terzo album This Is Me... Then del 2002. Pubblicato il 4 agosto  2003 negli Stati Uniti e l'8 marzo 2004 in Europa, è stato uno dei singoli di minor successo della Lopez. Soltanto nel Regno Unito, è riuscito a raggiungere la terza posizione.
Esiste anche un remix del brano, che vede la partecipazione di R. Kelly, uscito però solo come promo radiofonico, e mai commercializzato. È stato inserito solo sul DVD bonus di The Reel Me.

## Video musicale
Il video di Baby I Love U!, diretto da Melert Avis, figura scene tratte dal film della Lopez del 2003 Amore estremo - Tough Love, come se si trattasse di una promozione incrociata. In seguito al clamoroso insuccesso della pellicola, il video è stato sostituito con delle immagini più generiche.

## Track listings
Versione inglese
1. "Baby I Love U!" (Album Version)
2. "Baby I Love U!" (R. Kelly Remix)
3. "Baby I Love U!" (Video)

Versione olandese
1. "Baby I Love U!" (Album Version)
2. "Baby I Love U!" (R. Kelly Remix)

## Classifiche
| Classifica (2003/2004) | Posizione massima |
| ---------------------- | ----------------- |
| Irlanda                | 16                |
| Regno Unito            | 3                 |
| Stati Uniti            | 72                |